# Sapik
Sapik is een bestuurslaag in het regentschap Aceh Selatan van de provincie Atjeh, Indonesië. Sapik telt 2131 inwoners (volkstelling 2010).